# Tuvalu en los Juegos Olímpicos de la Juventud 2018
Tuvalu participó en los Juegos Olímpicos de la Juventud 2018 en Buenos Aires, Argentina, del 6 al 18 de octubre de 2018. Su delegación estuvo conformada por un atleta. No obtuvo medallas en las justas.

## Medallero
| Presea        | Medalla de oro | Medalla de plata | Medalla de bronce | Total |
| ------------- | -------------- | ---------------- | ----------------- | ----- |
| TOTAL OFICIAL | 0              | 0                | 0                 | 0     |

## Disciplinas

### Atletismo
Tuvalu clasificó a un atleta en esta disciplina.
Masculino
Eventos de Pista
| Atleta             | Evento     | Serie 1 | Serie 1 | Serie 2 | Serie 2 | Total  | Total  |
| Atleta             | Evento     | Tiempo  | Puesto  | Tiempo  | Puesto  | Tiempo | Puesto |
| ------------------ | ---------- | ------- | ------- | ------- | ------- | ------ | ------ |
| Kanaee Saloa Tauia | 100 Metros | 11.95   | 33      | 11.45   | 32      | 23.40  | 31     |